# Église Pacem In Terris
L'église Pacem In Terris ou PIT est une église francophone dans la commune néerlandophone Vilvorde, située au numéro 195 de la Streekbaan. Elle dessert le quartier du Beauval et a la particularité d'être une église francophone dans une commune néerlandophone sans facilité. Elle fait partie de l'Unité Pastorale des Trois Vignes.

## Histoire
En 1953, une grange est transformée en église : l'église paroissiale Saint-Jean Berchmans. Elle accueille francophones et néerlandophones.
Bien que Beauval soit à majorité francophone, ce qui est toujours le cas,, à la suite des événements de l'affaire de Louvain et à des actions du Vlaamse Militanten Orde, en 1968 les messes en français sont interdites à l'église paroissiale Saint-Jean Berchmans,. 
Les francophones chrétiens ne baissèrent pas les bras et commencèrent à célébrer la messe sous une tente pouvant accueillir 400 personnes fournie par la YMCA,. Tandis que l'église paroissiale Saint-Jean Berchmans est pratiquement vide faute de fidèle.
En 1971, grâce à de nombreux dons des chrétiens de la communauté mais également en dehors de celle-ci, la construction d'un bâtiment en dur put être lancée. Celle-ci fut inaugurée par une messe solennelle le 14 janvier 1973.
La communauté dû mener encore de nombreux combats pour pouvoir réaliser certains sacrements tels que le baptême, la confirmation ou le mariage, l'archidiocèse de Malines-Bruxelles ayant interdit ces actes dans la paroisse. Les autorités ont fini par fermer les yeux.
La paroisse du PIT fait partie actuellement de l'Unité Pastorale des Trois Vignes (anciennement Laeken-Est) comme l'église Saints-Pierre-et-Paul de Neder-Over-Heembeek et l'église du Christ-Roi du Mutsaert voisines mais de l'autre coté de la frontière linguistique.

## Salle paroissiale
La salle paroissiale est utilisée pour de nombreuses activités culturelles francophones, car c'est la seule salle à Vilvorde, où peuvent se dérouler des activités en français, le centre culturel étant réservé aux activités en néerlandais.